# Pinus palustris
Pinus palustris eller långbarrig tall, på engelska Longleaf Pine eller Pitchpine, är en tallväxtart som beskrevs av Philip Miller. Pinus palustris ingår i släktet tallar, och familjen tallväxter. Inga underarter finns listade i Catalogue of Life.
Trädet förekommer i USA:s sydstater och tillhörde nordamerikanska terpentinträden. Dess ved, pitchpineträ har varit eftertraktat som byggnads-, skepps-, och gagnvirke.
Utbredningsområdet sträcker sig från Virginia till östra Texas. Arten växer i låglandet och i kulliga områden upp till 700 meter över havet. Denna tall behöver varmt och fuktigt väder. Pinus palustris kan bild skogar där inga andra träd ingår men den hittas ofta tillsammans med andra tallar som Pinus elliottii, Pinus echinata och loblollytall (Pinus taeda). Arten bildar dessutom blandskogar med lövträd av eksläktet eller med andra lövträd som Nyssa sylvatica, Liquidambar styraciflua, blomsterkornell (Cornus florida), sassafras (Sassafras albidum) och persimon (Diospyros virginiana). Pinus palustris har bra förmåga att uthärda bränder.
Denna tall har historiskt varit föremål för ett intensivt skogsbruk, varför större bestånd finns endast i naturskyddsområden. IUCN kategoriserar arten globalt som starkt hotad.
Fågelarten tallspett (Leuconotopicus borealis, En: Red-cockaded woodpecker) är beroende av långbarrig tall och har minskat kraftigt i antal när förekomsten av den långbarriga tallen minskat. Genom insatser för att återskapa sådan skog har tallspetten kunnat gå från att vara klassad som starkt hotad (EN) till nära hotad (NT).

## Bildgalleri

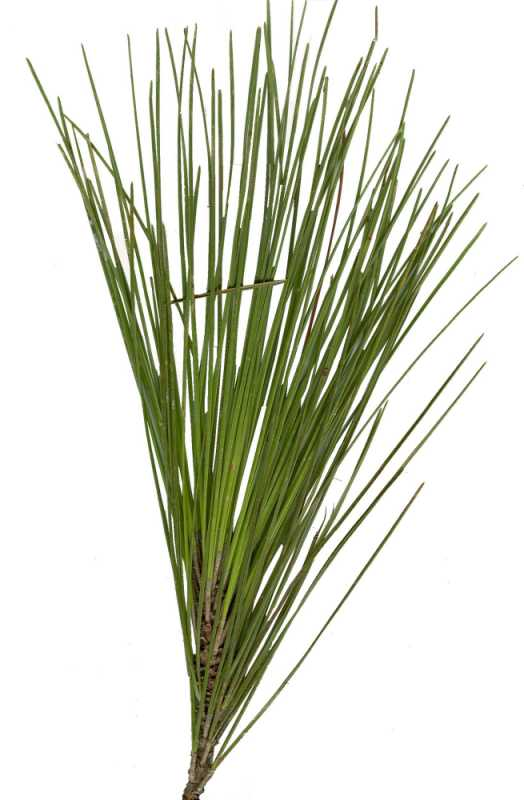
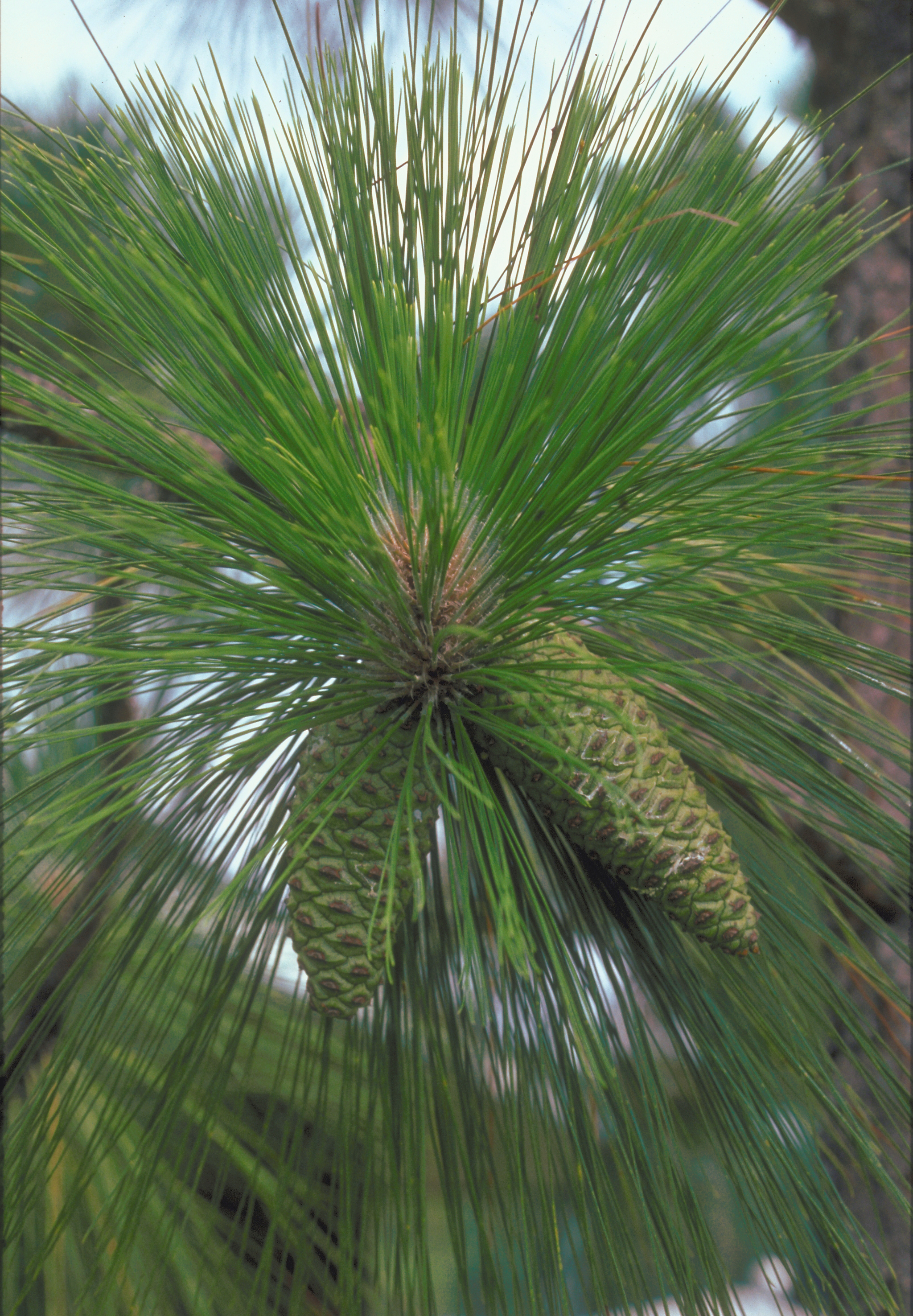
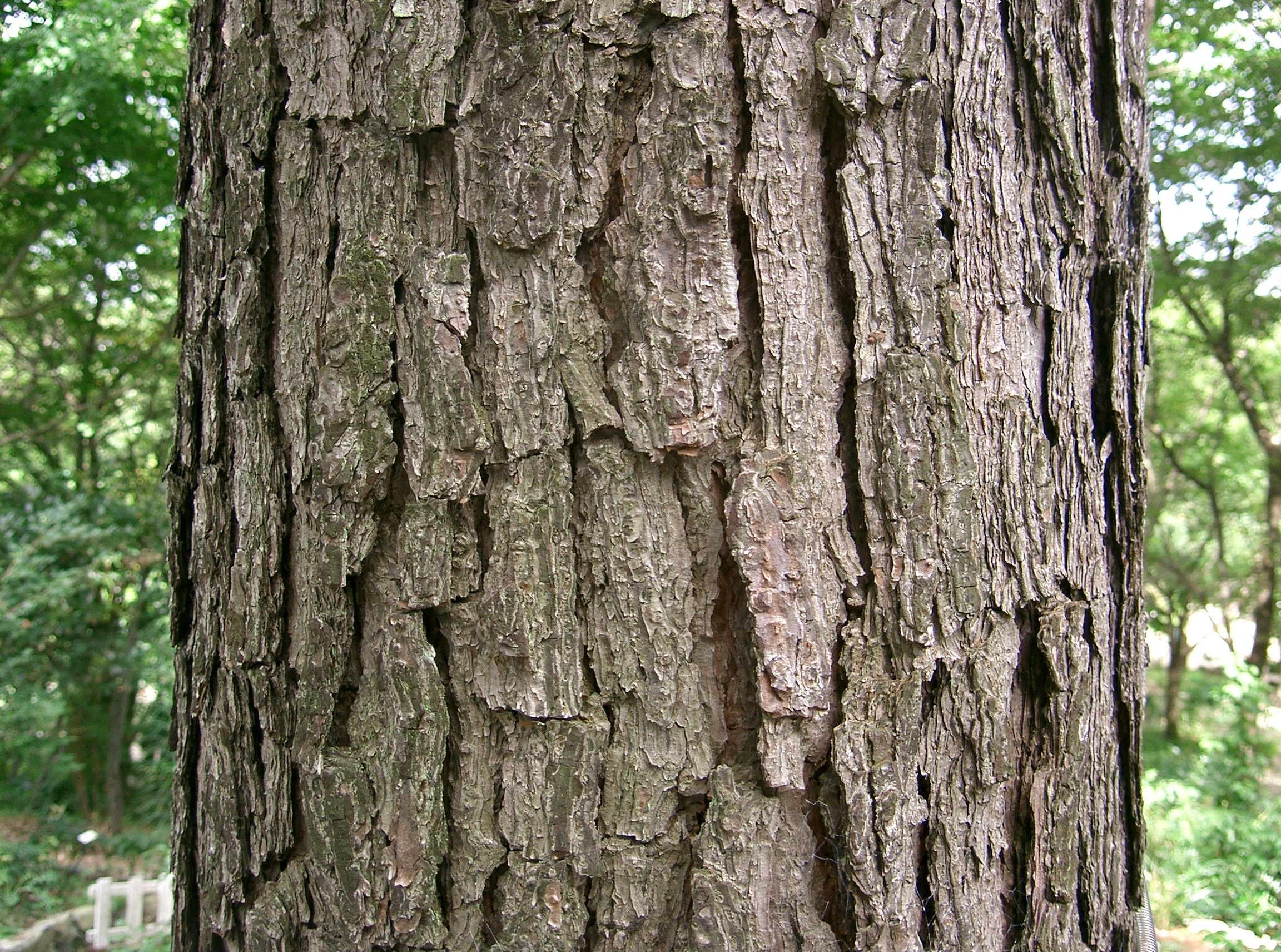
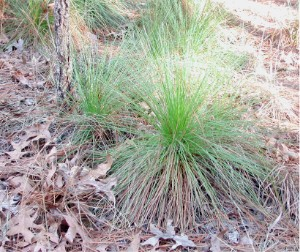
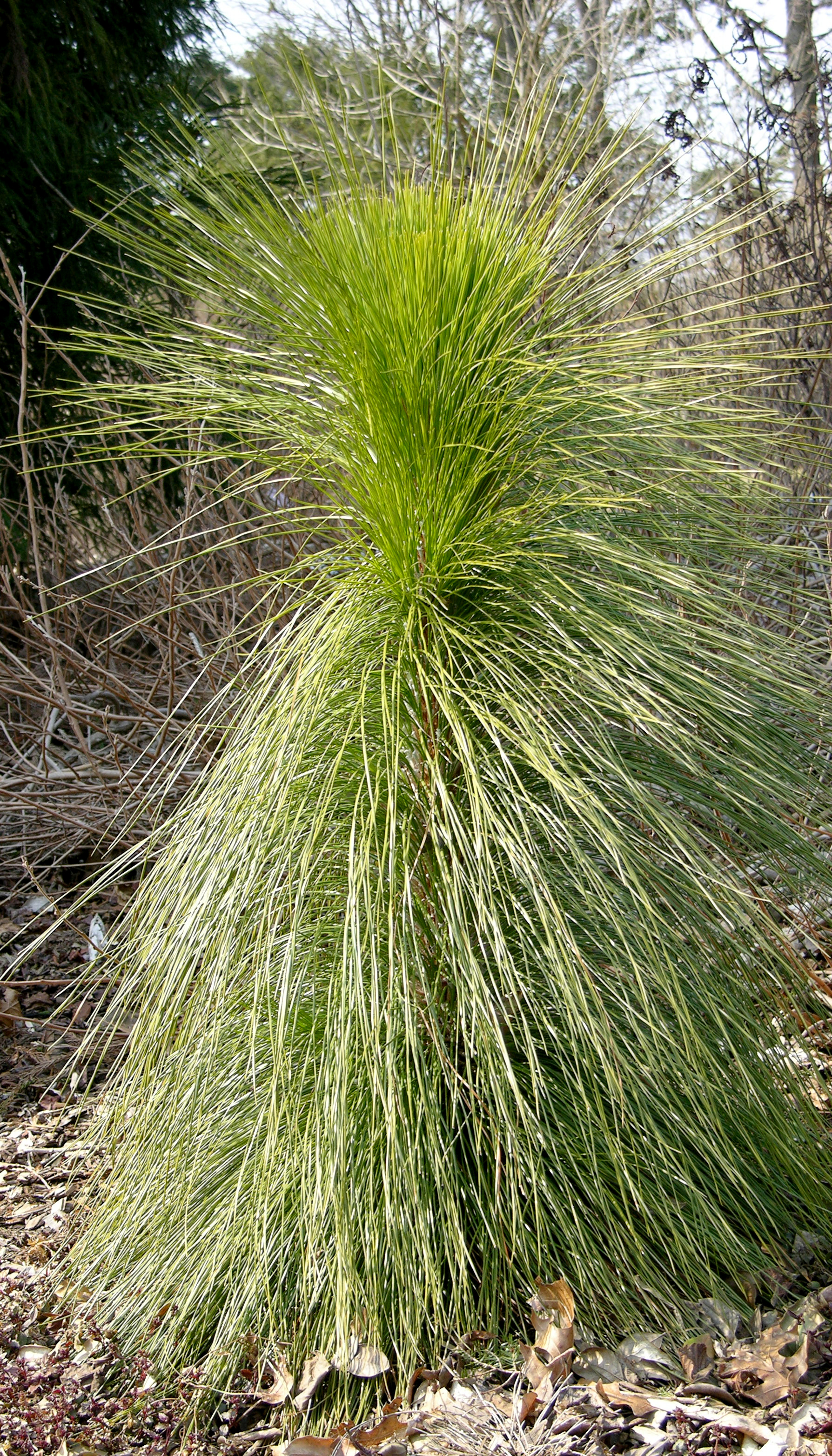
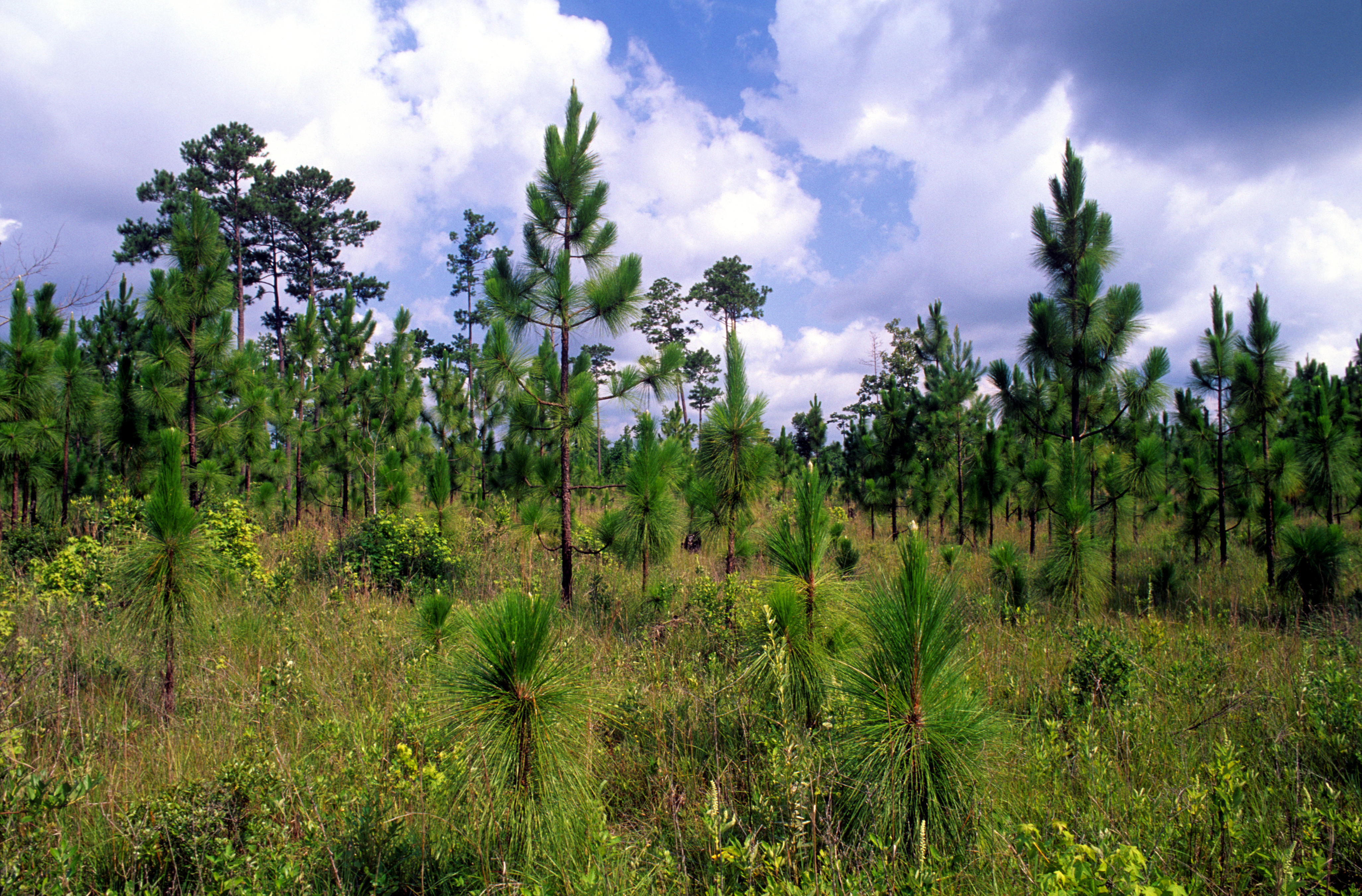